# Wurmberg
Wurmberg er et bjerg i Niedersachsen i Tyskland. Det er med en højde på 971 m.o.h. det højeste punkt i Niedersachsen og samtidig det næsthøjeste bjerg i Harzen, kun overgået af det nærliggende Bloksbjerg, som ligger nord herfor i Sachsen-Anhalt.
Wurmberg ligger tæt på byen Braunlage. Fra Braunlage til toppen af Wurmberg er der adgang via svævebanen Wurmbergseilbahn.
Der er en skihopbakke på toppen, men også om sommeren er der stor aktivitet på bjerget, ikke mindst af mountainbikere, der søger hertil i stor stil.
I tiden med Tysklands deling under den kolde krig var der stort anlagte lytteposter på toppen, rettet mod de østtyske installationer på Bloksbjerg.

## Links
- Vestlig grænseovervågning på Wurmberg under den kolde krig